# سمكة وادي الوريعة
سمكة وادي الوُريعة (بالإنجليزية: Wadi Al Wurayah Blind Cave Fish) أو سمكة الكهوف العمياء الإماراتية (بالإنجليزية: Emirati Blind Cave Fish) واسمها العلمي (بالإنجليزية: Garra barreimiae wurayahi Khalaf),
سمكة الكهوف العمياء الإماراتية من أسماك المياه العذبة والتي تتبع عائلة الشبوطيات Cyprinidae، وهي إحدى سُلالات أسماك الكهوف العمياء، والتي تعيش في برك وادي الوُريعة، في إمارة الفجيرة، بدولة الإمارات العربية المتحدة. وهي من الأسماك التي تم تصنيفها حديثاً.

## الاكتشاف والتسمية العلمية
تم اكتشاف نويع أو سُلالة جديدة من أسماك المياه العذبة من برك وادي الوُريعة، التابعة لإمارة الفجيرة، وهي أول منطقة جبلية محمية في الإمارات العربية المتحدة. ولقد تم اكتشاف سمكة الكهوف العمياء الإماراتية أثناء رحلة علمية قام بها عالم الحيوان الفلسطيني الألماني د. نعمان (نورمان) علي خلف اليافاوي إلى جبال الحجر ووادي الوُريعة، حيث لاحظ وجود هذه الأسماك الصغيرة في البرك الجبلية. وقد تم إعطاء السمكة المُكتشفة الاسم العلمي الجديد « جارا بريمي وريعي» Garra barreimiae wurayahi Khalaf,
2009. وقد تم اختيار اسم النُويع «وُريعي» wurayahi باللغة اللاتينية، نسبة إلى وادي الوُريعة؛ والجدير بالذكر أن الأسماء العِلمية للكائنات الحية تكتب باللغة اللاتينية أو اليونانية.

## الصفات الخارجية
تمتاز سمكة وادي الوُريعة الجديدة عن السلالات الثلاثة الأخرى التي تعيش في البحرين وعُمان والإمارات بلونها البني «المُعرق» وحجمها الصغير حيث يصل طول الصغار من 1 - 4 سم، والبالغين من 4.5 – 7 سم.

## الصفات العامة
تتغذى سمكة الكهوف العمياء الإماراتية على الطحالب والمُخلفات، وتعيش في مياه درجة حرارتها من 18 – 24 درجة مئوية، ولكنها تتحمل درجة حرارة مياه تبلغ 40 درجة مئوية. وانتشار هذه السُلالة محدود في برك وادي الوُريعة، ولذلك يجب حمايتها من خطر الانقراض.

## التعايش مع الأسماك الأخرى
تعيش سمكة الكهوف العمياء الإماراتية في برك وادي الوُريعة بإمارة الفجيرة مع سمكة البلطي الإماراتية ذات الاسم العلمي « أوريوكروميس موزمبيقي بسام خلف » Oreochromis mossambicus bassamkhalafi  Khalaf,
2009.

## وصلات خارجية
- نُويع جديد من أسماك الكهوف العمياء من برك وادي الوُريعة بإمارة الفجيرة، دولة الإمارات العربية المتحدة: جارا بريمي وريعي (الوُريعة) خلف، 2009.
- سمكة الكهوف العمياء الإماراتية في قائمة تصنيف الحيوانات العالمية (BioLib).